# Jan Lipski
Jan Lipski (Jan hrabia Lipski) herbu Łada (ur. 1589 w Lipiu – zm. 1641 w Łyszkowicach) – arcybiskup gnieźnieński i prymas Polski w 1638 roku, biskup chełmiński w 1636 roku, referendarz wielki koronny i sekretarz królewski w 1627 roku, opat komendatoryjny wąchocki w 1630 roku, kanonik sandomierski około 1630 roku, prepozyt krakowski w latach 1627-1635,  kantor krakowski w 1624 roku, kanonik gnieźnieński w 1624 roku, kantor łęczycki p. 1624, kanonik łęczycki p. 1623, kanonik kruszwicki w 1620 roku, kantor włocławski w 1618 roku (zrezygnował w 1625 roku), prepozyt krzemieniecki i proboszcz w Mirachowie, prepozyt płockiej kapituły katedralnej w latach 1635–1641. 

## Młodość
Był synem Wawrzyńca Lipskiego, sędziego ziemi rawskiej i Anny z d. Plichta. Był trzecim z 14 dzieci. Jego wychowaniem zajął się stryj Franciszek, kanonik gnieźnieński.
Kształcił się w kolegium jezuitów w Kaliszu oraz we Włoszech, gdzie studiował teologię i prawo. Prawdopodobnie odbył też podróż edukacyjną do Niemiec; znał biegle niemiecki. Słynął z nauki, ogłady, erudycji. Do Polski wrócił w 1616 r. i wkrótce przyjął święcenia kapłańskie.

## Początki kariery politycznej i duchownej
Dzięki poparciu stryja, kanclerza Feliksa Kryskiego, został jednym z sekretarzy w kancelarii koronnej, potem jej regensem i kanclerzem królowej Konstancji Habsburżanki, żony Zygmunta III Wazy, a w 1632 referendarzem koronnym. Kanclerz królowej Cecylii Renaty. Jego uposażeniem były liczne beneficja kościelne. Był kantorem włocławskim, kanonikiem: łęczyckim i krakowskim, proboszczem krzemienieckim i płockim, a w 1630 otrzymał opactwo komendatoryjne wąchockie. Podpisał pacta conventa Władysława IV Wazy w 1632 roku.
Szybko zdobył zaufanie królów Zygmunta III i Władysława IV, których sławił panegirykami. Jeden z ważniejszych, pokazujących oddanie Lipskiego wobec domu Wazów, został napisany na pogrzeb króla Zygmunta III i królowej Konstancji: Iuncus regius philyrina cinctus fascia seu oratio funebris DD. Sigismundo III ... et Constantiae reginae scripta. Pełnił w tym już w tym czasie szereg ważnych misji dotyczących spraw państwowych. W 1633 wchodził w skład poselstwa obediencyjnego Jerzego Ossolińskiego do Urbana VIII. W 1635 r. brał udział w rokowaniach z posłami moskiewskimi.

### Biskup chełmiński i pomezański
24 maja 1636 r. nominowany przez króla biskupem chełmińskim i pomezańskim, w czerwcu kapituła dokonała kanonicznego wyboru, 1 października Urban VIII udzielił mu kanonicznej prowizji, a 20 listopada 1635 objął przez pełnomocnika rządy w diecezji. Sakrę przyjął 14 września 1636 w Łowiczu z rąk prymasa Jana Wężyka. Osobisty ingres do katedry w Chełmży odbył w październiku 1636 r. Już w grudniu 1636 r. przewodniczył obradom sejmiku generalnego ziem pruskich. W 1637 roku został wyznaczony senatorem rezydentem.
W diecezji zniszczonej wojnami szwedzkimi przystąpił do energicznych działań tak na polu duchowym jak i gospodarczym, zwłaszcza w diecezji pomezańskiej. Rewindykował kilka świątyń pozostających w rękach protestantów, a w 1636 r. nakazał przeprowadzić wizytację generalną diecezji (akta nie zachowały się). Popierał jezuitów toruńskich i malborskich, widząc w nich główną siłę dla odnowy religijnej diecezji.
Zabiegał o wznowienie kultu patronów ziem pruskich: Juty z Chełmży, Jana Łobdowczyka i Doroty z Mątowów; z jego polecenia jezuita Fryderyk Szembek napisał ich żywoty, posiadające znaczą wartość historyczną. Zatwierdził fundację klasztoru reformatów w Łąkach Bratiańskich, przeprowadził wizytację katedry.
Zreorganizował gospodarkę w dobrach biskupich wydając nowe ordynacje dla poddanych, odrestaurował zamek biskupi w Lubawie. Zamierzał zwołać synod diecezjalny, otworzyć seminarium duchowne i powołać dla diecezji biskupa pomocniczego, ale krótki czas rządów w diecezji i prowadzenie równolegle działalności politycznej i dyplomatycznej, uniemożliwił realizację tych planów. Swojemu następcy pozostawił memoriał o diecezji będący cennym źródłem do poznania stanu biskupstwa w tym czasie. Mimo krótkich rządów był jednym z bardziej zasłużonych biskupów chełmińskich w XVII w.

### Prymas Polski
Po śmierci prymasa Jana Wężyka, Lipski obrany został arcybiskupem gnieźnieńskim i prymasem Polski. Nominację królewską otrzymał 26 czerwca 1638 r., prekonizację papieską 23 grudnia 1638, rządy w diecezji objął przez pełnomocnika 23 marca 1639 r., a osobiście odbył ingres do katedry w Gnieźnie 22 sierpnia 1639 r.
Zreformował zarząd dobrami stołowymi arcybiskupstwa, odnowił zamek prymasowski w Łowiczu i rezydencję w Warszawie, zbudował pałac w Łyszkowicach czyniąc z nich letnią rezydencję prymasów.
W 1640 r. w Warcie przeprowadził translatio relikwii świątobliwego Rafała z Proszowic i zezwolił na kult publiczny.
Na maj 1641 zwołał synod prowincjalny oraz wcześniej synod archidiecezji, zapowiedział też wizytację katedry i kapituły, jednak z racji na śmierć planów tych nie zdążył zrealizować.

### Polityk i dyplomata
W swojej działalności politycznej popierał inicjatywy monarchy; należał do grona jego najbliższych i zaufanych doradców. Opowiadał się za zwiększeniem prerogatyw senatu w stosunku do sejmu. Uczestniczył w sejmikach województw wielkopolskich pilnując na nich interesów dworu. W 1637 r. został wysłany przez króla Władysława Wazę do Wiednia po jego przyszłą małżonkę Cecylię Renatę. 31 lipca pobłogosławił zaręczyny, a 9 sierpnia pobłogosławił ślub cesarzówny zawarty per procuram (małżonka reprezentował królewicz Jan Kazimierz). Podczas tej misji otrzymał od Cesarza Ferdynanda dla siebie i całej rodziny tytuł Hrabiów Świętego Cesarstwa Rzymskiego. Prowadził też, w imieniu króla, zabiegi dyplomatyczne o uwolnienie internowanego we Francji Jana Kazimierza.
Regularnie brał udział w sejmikach w Środzie oraz dwóch sejmach walnych w 1639 i 1640 r. Zabiegał na forum sejmowym o zaopatrzeni siostry królewskiej Anny i zapłacenie długów królewskich.
Zmarł w 1641 r. w swoim pałacu w Łyszkowicach, z powodu choroby żołądka, która trwała kilka tygodni. Spotykane oskarżenie, że został otruty przez własnego lekarza z podszeptu protestantów nie ma podstaw faktograficznych. Poczynił liczne legata na kościoły i pobożne dzieła.
Pochowany w kolegiacie Wniebowzięcia NMP i św. Mikołaja w Łowiczu.